# 王有恬
王有恬（1448年—？），字德安，福建福州府长乐县人，明朝政治人物、進士出身。

## 生平
成化七年，福建辛卯乡试中舉。成化十一年，登乙未科會試中進士，官至户部主事。

## 家族
曾祖父王仲奎。祖父王桉。父亲王明哲。